# C-60
La  C-60 , també coneguda com l'Autopista de la Roca, és una autopista sense peatge que comunica el Vallès Oriental amb el Maresme, travessant la Serralada litoral pel Túnel de Parpers, sota el Coll de Parpers. Uneix les capitals de comarca Mataró i Granollers i alhora permet l'enllaç entre les autopistes C-32 i AP-7. Circula en paral·lel a la carretera comarcal C-1415c, la qual va substituir com a principal via de comunicació entre les dues poblacions.

## Enllaços
- 0: Mataró Centre / C-32
- 1: Argentona centre
- 4: Dosrius / Òrrius / Argentona Nord
- 9: La Roca del Vallès
- 10: Granollers (B-40z) / AP-7
- C-1415c

## Àrees de servei
- 9: La Roca del Vallès